# Polygonum cappadocicum
Polygonum cappadocicum är en slideväxtart som beskrevs av Boiss. & Bal.. Polygonum cappadocicum ingår i släktet trampörter, och familjen slideväxter. Inga underarter finns listade i Catalogue of Life.